# 小行星6480
小行星6480（英語：6480 Scarlatti）是一颗围绕太阳公转的小行星。1988年8月12日，艾瑞克·怀特·埃尔斯特在上普罗旺斯发现了此天体。
这颗小行星的绝对星等为164.2866312230509等。